# Igor Sawicki
Igor Witaliewicz Sawicki, ros. Игорь Витальевич Савицкий (ur. 4 sierpnia 1915 w Kijowie, zm. 27 lipca 1984 w Moskwie) – rosyjski malarz, archeolog, etnograf, znawca i kolekcjoner sztuki, zwłaszcza sztuki awangardowej. Założył Państwowe Muzeum Sztuki Republiki Karakałpackiej w Nukusie.
Urodził się w 1915 w Kijowie w stosunkowo zamożnej rodzinie, jego dziadek ze strony ojca był Polakiem, a babka – Żydówką, dziadkiem ze strony matki był rosyjski historyk i slawista Timofiej Fłorinski. Igor Sawicki otrzymał doskonałe wykształcenie, władał językiem francuskim, jego rodzice często bywali na Zachodzie i interesowali się życiem kulturalnym Francji, Austrii i Niemiec. 
Po wybuchu rewolucji październikowej rodzina przeniosła się z Kijowa do Moskwy. Sawicki pracował jako elektryk, równocześnie pobierał lekcje rysunku, uczył się w Moskiewskim Instytucie Poligraficznym, a następnie w Moskiewskim Państwowym Technikum Artystycznym im. Powstania 1905 roku oraz Moskiewskim Państwowym Instytucie Artystycznym im. Wasilija Surikowa. Ze względu na stan zdrowia podczas wojny nie został powołany do wojska, ale w 1942 razem z instytutem został ewakuowany do Samarkandy, gdzie pierwszy raz zetknął się bezpośrednio ze sztuką narodów Azji Środkowej. W 1946 ukończył studia na wydziale graficznym Instytutu im. Surikowa.
Po raz pierwszy odwiedził Karakałpację w 1950, uczestnicząc w archeologiczno-etnograficznej wyprawie badawczej Akademii Nauk ZSRR pod kierownictwem Siergieja Tołstowa do dawnego Chorezmu. Zajmował się badaniem i kolekcjonowaniem karakałpackiej sztuki ludowej – m.in. biżuterii, dywanów, monet, strojów ludowych. Jego kolekcja stała się zaczątkiem założonego przez niego muzeum w Nukusie, którego był później kuratorem. 
Igor Sawicki kolekcjonował także dzieła artystów z Azji Środkowej, w tym Aleksandra Wołkowa, Urala Tansykbajewa, Wiktora Ufimcewa oraz rosyjskich awangardzistów: Klimenta Redźki, Lubow Popowej, Iwana Kudriaszowa i Roberta Fałka, których obrazy, mimo że już uznane w Europie Zachodniej (zwłaszcza we Francji), były w ZSRR pod rządami Józefa Stalina i w latach 60. zakazane. Dzieła zakazanych malarzy Igor Sawicki odkupywał od nich samych i od ich rodzin, niektóre, jak grafiki Nadieżdy Borowej i Michaiła Sokołowa, powstawały w gułagach. Sawicki wielokrotnie ryzykując, że zostanie zaliczony do „wrogów narodu”, zebrał łącznie kilkadziesiąt tysięcy awangardowych i postawangardowych obrazów i grafik, a ponadto fotografie, dokumenty i wspomnienia artystów. Obecnie muzeum liczy 90 tys. dzieł sztuki.
Igor Sawicki został pośmiertnie odznaczony przez prezydenta Uzbekistanu Isloma Karimova orderem Za wielkie zasługi. Pochowany na cmentarzu rosyjskim w Nukusie. Na jego grobie umieszczono napis: Genialnemu obrońcy piękna – wdzięczni potomkowie.